# Wallemia
Wallemia es un género de hongos basidiomicetos estrechamente emparentado con las setas clásicas y los hongos gelatinosos. Las especies de Wallemia son mohos xerófilos que se encuentran en todo el mundo.
Suelen encontrarse en alimentos con bajo contenido de humedad (como pasteles, pan, azúcar, maní, pescado seco), en polvo de aire interior, salinas y tierra. Se cree que una especie Wallemia sebi es una de las causas de la neumonitis por hipersensibilidad conocida como "enfermedad pulmonar del agricultor", pero dado que las otras especies fueron reconocidas y separadas de Wallemia sebi recientemente, su papel en la enfermedad no puede ser excluido.
La tolerancia a la baja actividad del agua es generalmente mucho más frecuente entre los hongos ascomicetos que los basidomicetos y los hongos xerófilos también pueden crecer en medios de crecimiento regulares con actividad normal del agua. Sin embargo, las especies del género Wallemia son una excepción; todas las especies pueden tolerar altas concentraciones de azúcares y sales que crecen incluso en medios saturados con cloruro de sodio, y se pueden cultivar a menos que se reduzca la actividad del agua en el medio.
Los estudios sobre Wallemia sebi mostraron que produce numerosos compuestos metabólicos secundarios como Walleminol, Walleminone, Wallemia A y C y el azasteroide UCA1064-B. Una investigación exhaustiva sobre otras especies del género descubrió que los metabolitos secundarios son producidos consistentemente por Wallemia y su producción al contrario de las presunciones comunes, aumenta como respuesta al crecimiento de la concentración de NaCl. En particular, un aumento en la concentración de NaCl del 5% al 15% en los medios de crecimiento aumenta la producción de los metabolitos tóxicos Wallimidione, Walleminol y Walleminone.
Se cree que la pared celular y los cambios morfológicos de las especies de Wallemia juegan un papel importante en la adaptación a la baja actividad del agua.
Wallemia fue asignado a su propia clase Wallemiomyctes, orden Wallemiales y familia Wallemiaceae.

## Especies
Se han descrito las siguientes especies:
- Wallemia canadensis
- Wallemia ichthyophaga
- Wallemia muriae
- Wallemia mellicola
- Wallemia hederae
- Wallemia sebis
- Wallemia tropicalis